# Fehér hamuka
A fehér hamuka (Berteroa incana) a keresztesvirágúak (Brassicales) rendjébe, ezen belül a káposztafélék (Brassicaceae) családjába tartozó faj.

## Előfordulása
A fehér hamuka Közép- és Dél-Európában honos, de Nyugat- és Észak-Európában is megtelepedett. Ázsia mérsékelt övi részein is fellelhető, Örményországtól Kínáig. Kanadába és az Amerikai Egyesült Államokba betelepítették.

## Megjelenése
A fehér hamuka elágazó, csillagszőröktől zöldesszürke, egyéves növény, vékony karógyökérrel; 20-50 centiméter magas, ritkán 70 centiméterre is megnőhet. Lándzsa alakú, ép szélű levelei nyélbe keskenyedők, 4-5 centiméter hosszúak. Fehér virágai zsúfolt, kalász formájú fürtben nyílnak, a szirmok mélyen kéthasábúak. A becőkék elliptikusak, 0,7-1 centiméteresek.

## Életmódja
A fehér hamuka parlagokon, legelőkön, utak szélén, gyomtársulásokban, száraz, napos helyeken gyakori. Virágzási ideje májustól október végéig tart.

## Képek

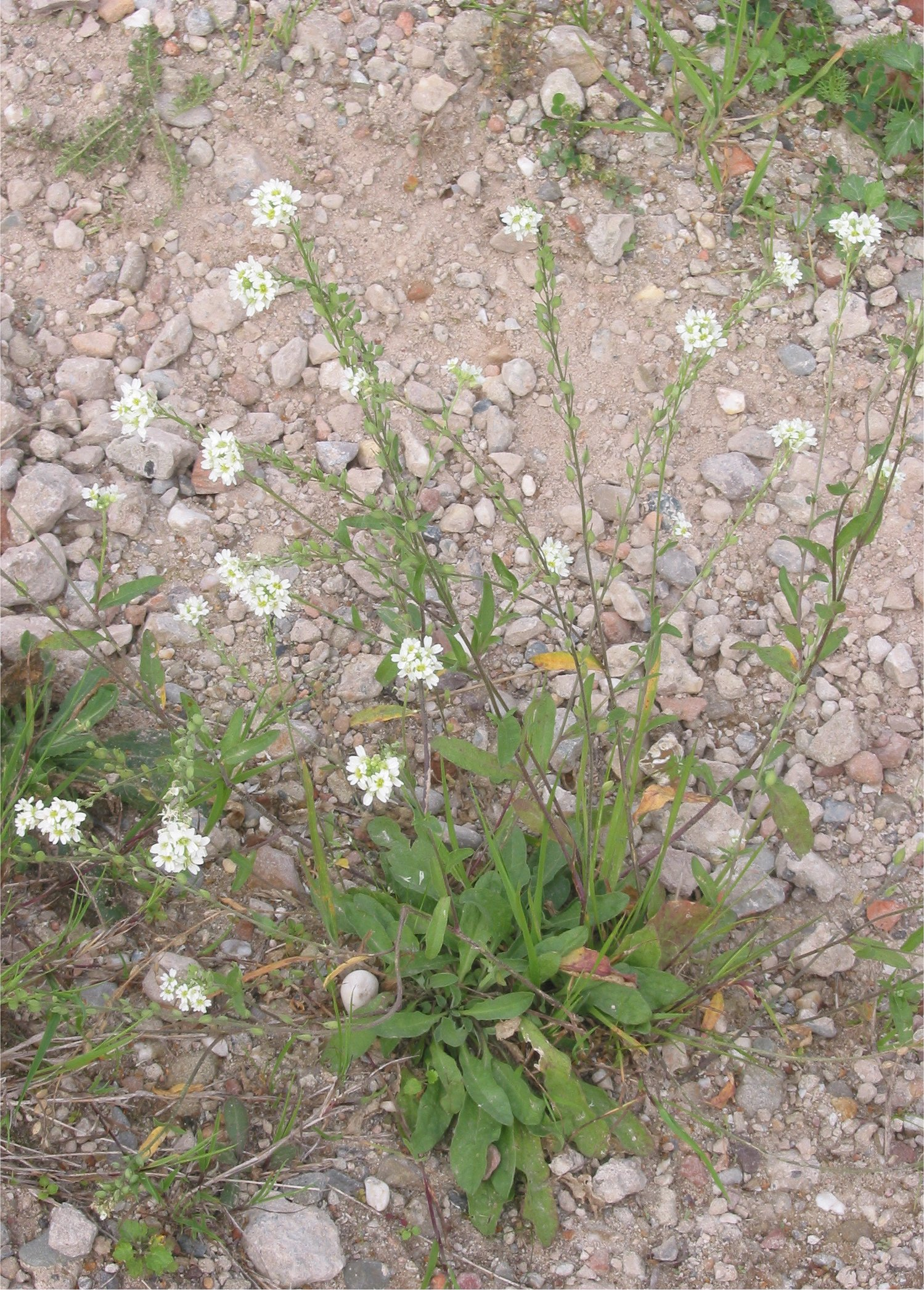
A növény
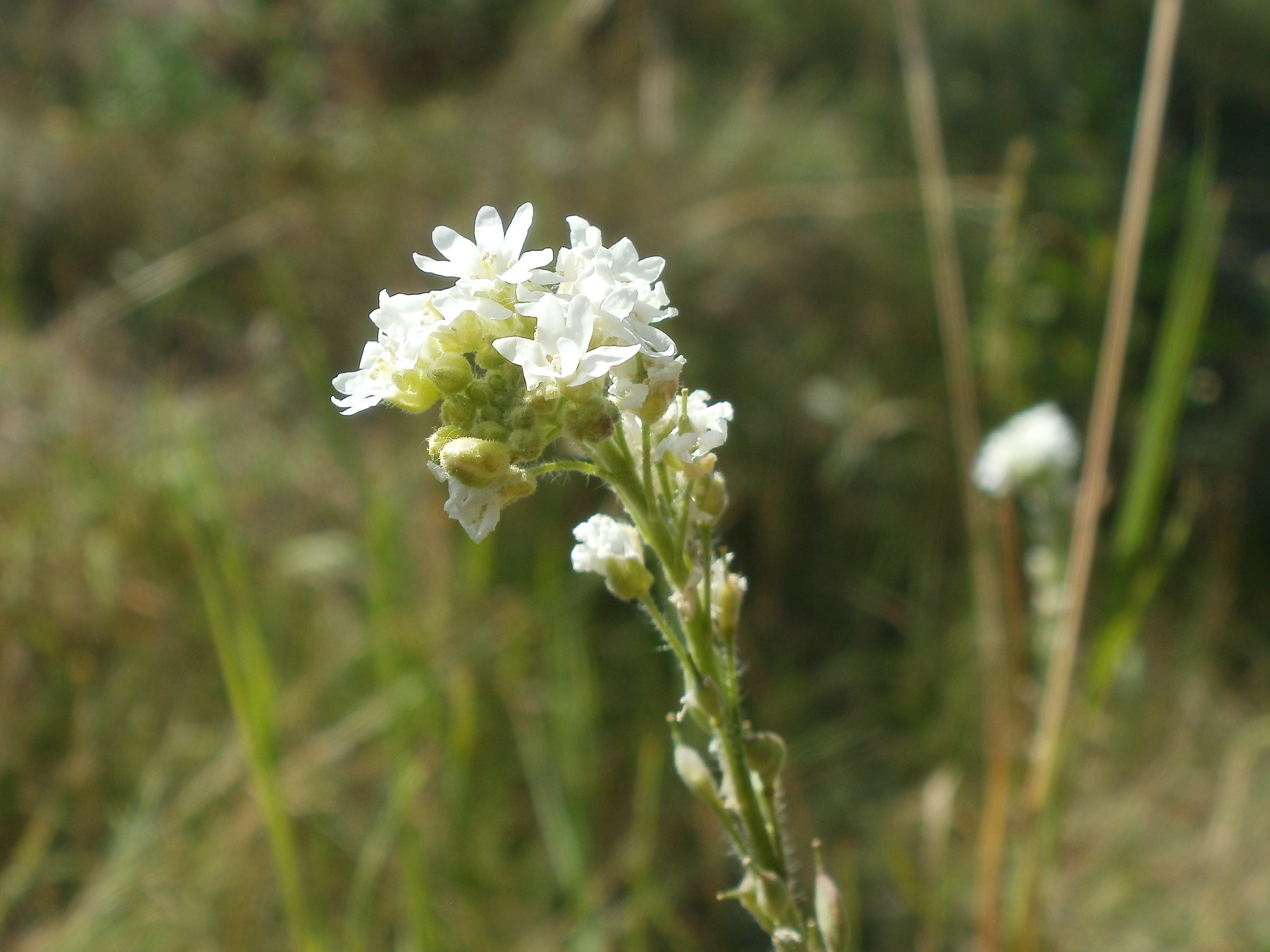
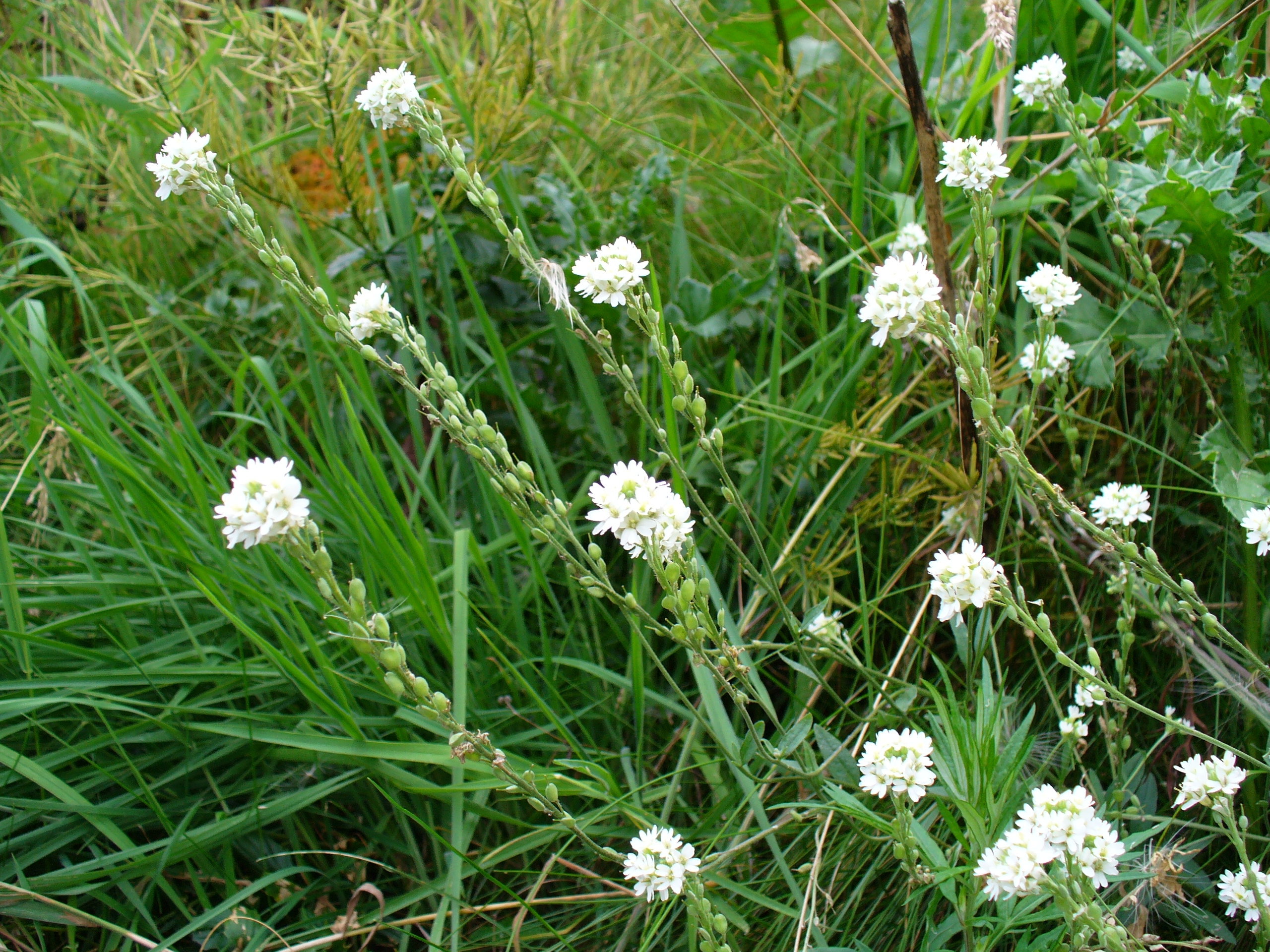
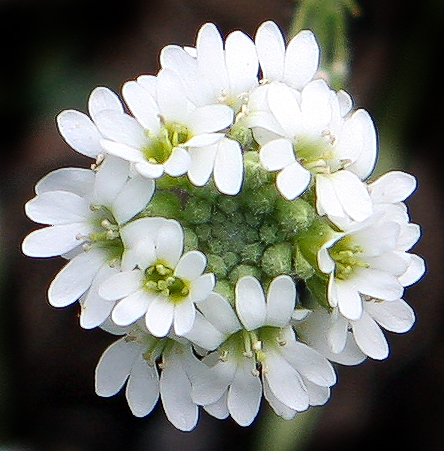
Virágai
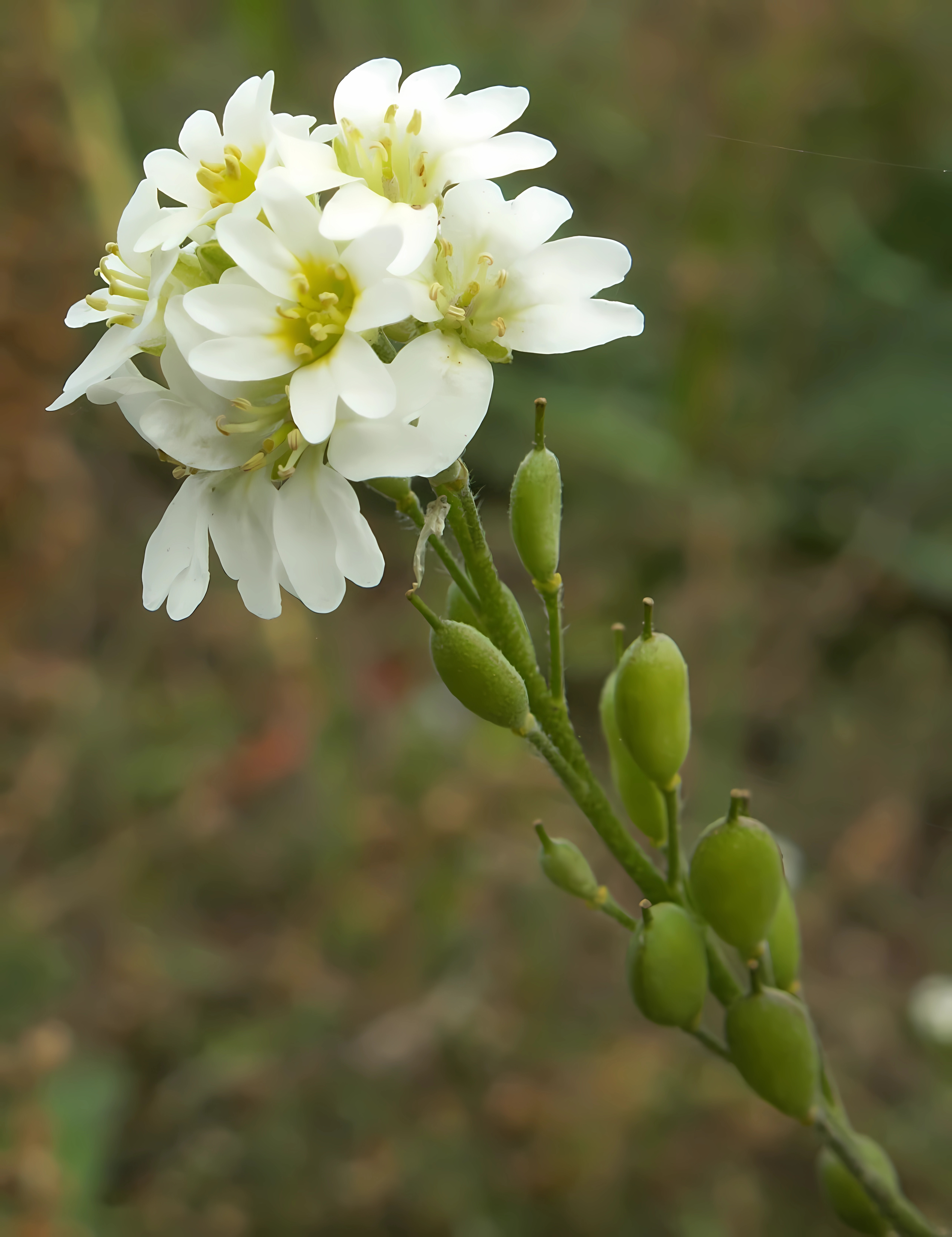
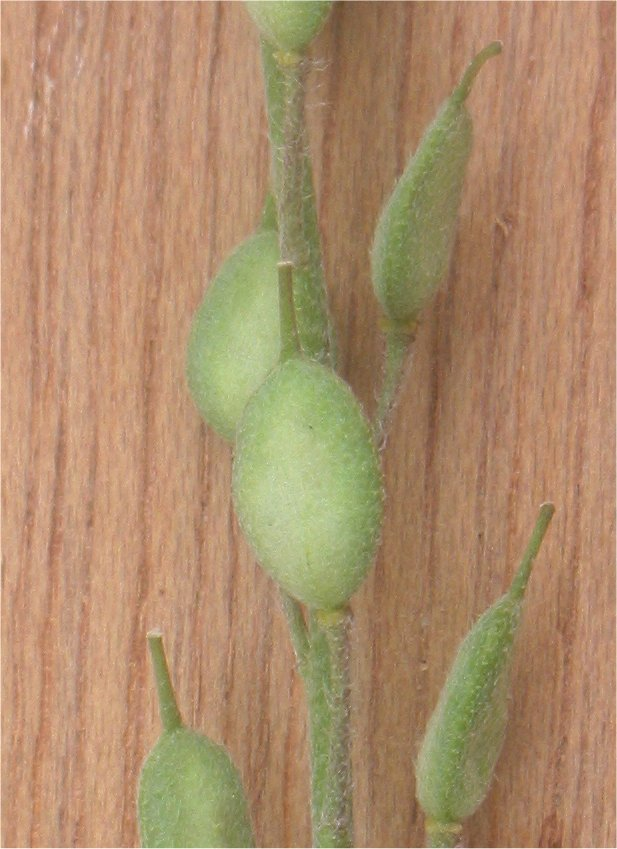
Termései
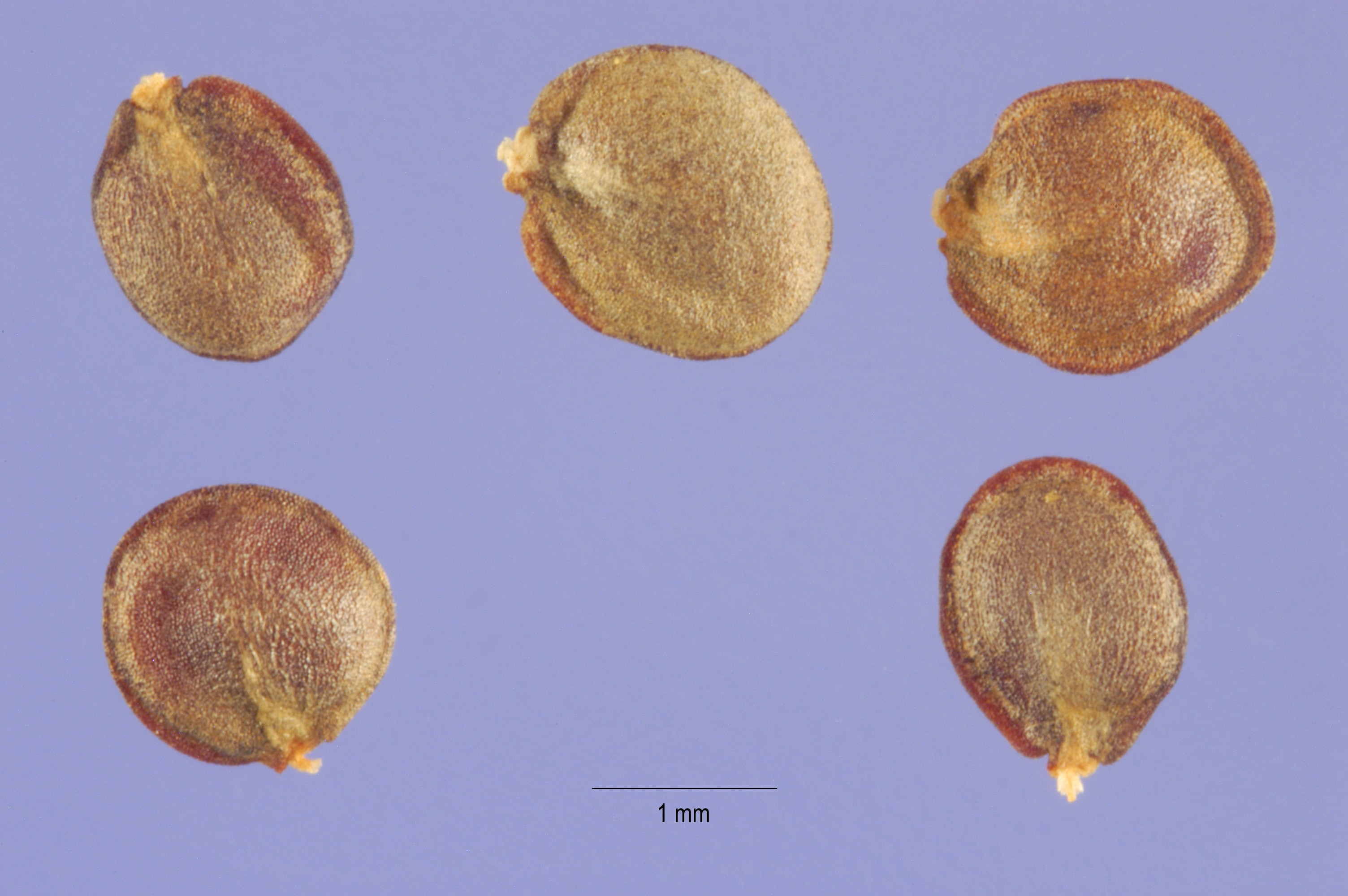
Magvai
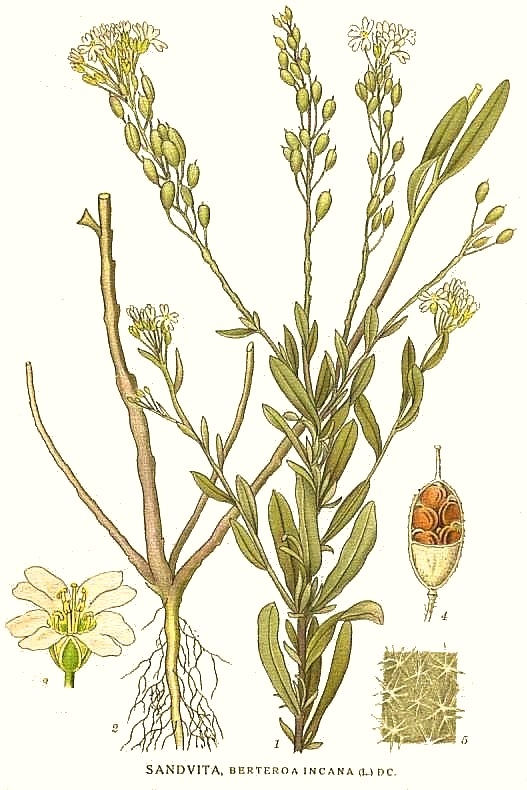
Rajz a növényről